# Piste disperate
Piste disperate (Desperate Trails) è un film muto del 1921 diretto da Jack Ford (John Ford). Prodotto e distribuito dalla Universal Film Manufacturing Company, aveva come interpreti Harry Carey, Irene Rich, Georgie Stone, Edward Coxen, Barbara La Marr, George Siegmann. La fotografia era di Robert De Grasse e Harry M. Fowler.
La sceneggiatura di Elliott J. Clawson si basa su Christmas Eve at Pilot Butte, racconto di Courtney Ryley Cooper pubblicato su Redbook nel gennaio 1921.

## Trama

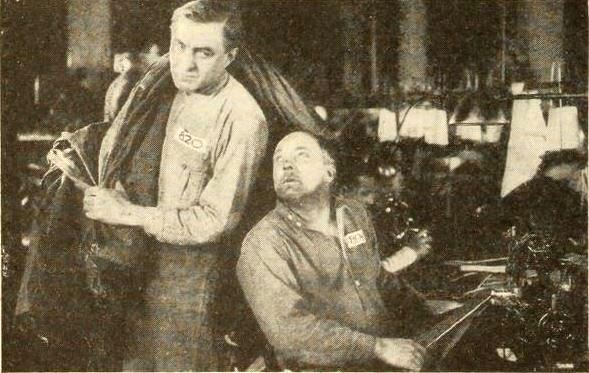
Harry Carey

La bella Lady Lou convince l'innamorato Bart Carson ad assumersi la colpa di una rapina al treno, scagionando così il vero bandito che lei gli fa credere sia suo fratello. Quest'ultimo, in realtà è il suo amante, un losco individuo che ha abbandonato per lei moglie e figli. Quando Bart, ormai in carcere, scopre la verità, diventa furioso e vuole vendicarsi. Riuscito ad evadere, va a casa di Walker per ucciderlo. È la vigilia di Natale: vedendo le difficili condizioni della signora Walker, si presta a farsi arrestare per fare in modo che la ricompensa vada a lei. Ma lo sceriffo lo informa che Lady Lou ha confessato e che lui adesso è libero.

## Produzione
Le riprese del film, prodotto dall'Universal Film Manufacturing Company con il titolo di lavorazione Christmas Eve at Pilot Butte, terminarono a inizio aprile 1921.

## Distribuzione
Il copyright del film, richiesto dalla Universal, fu registrato l'11 giugno 1921 con il numero LP16667.
Distribuito dalla Universal Film Manufacturing Company, il film - presentato da Carl Laemmle - uscì nelle sale cinematografiche statunitensi nel giugno 1921.
Non si conoscono copie ancora esistenti della pellicola che viene considerata presumibilmente perduta.